# Afrikabekassine

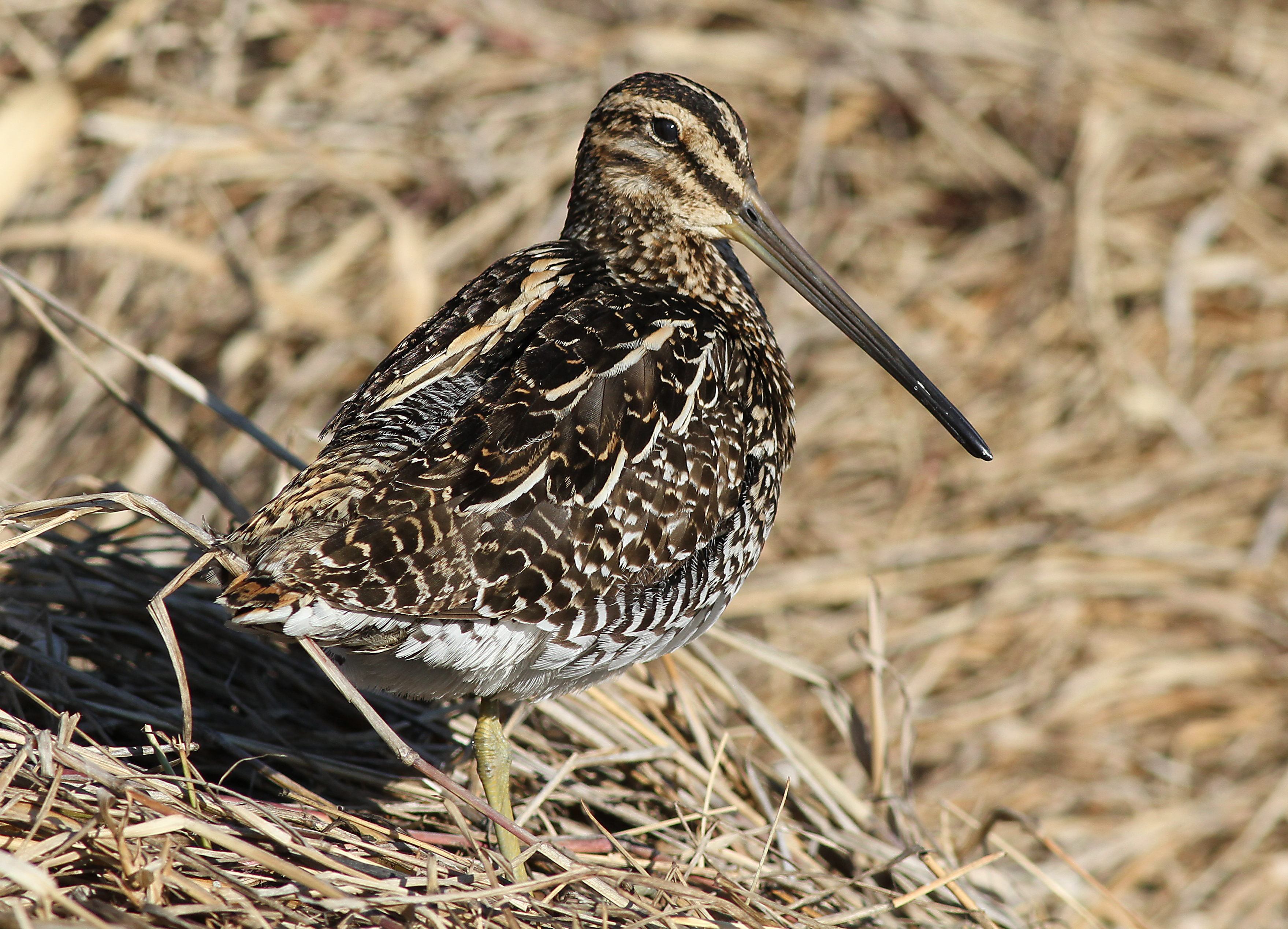
Afrikanische Schnepfe

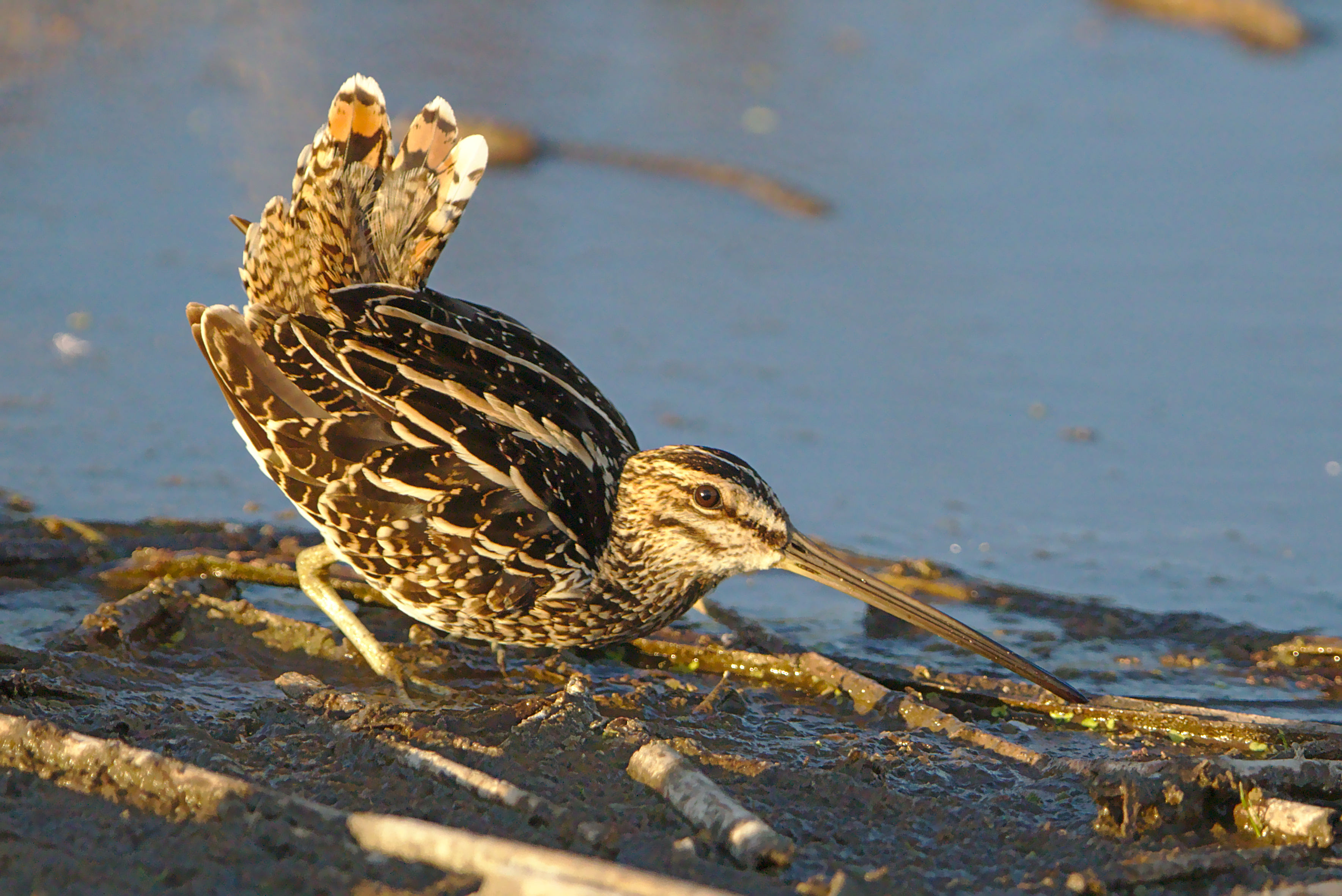
Afrikanische Schnepfe

Die Afrikabekassine (Gallinago nigripennis, auch: Äthiopische Schnepfe; Afrikanische Schnepfe oder Afrikanische Bekassine, Ethiopian snipe) ist eine Vogelart aus der Familie der Schnepfenvögel (Scolopacidae). Sie brütet in feuchten Bergmooren und Sümpfen in Afrika in 1700–4000 m über dem Meer. Außerhalb der Brutzeit streift sie weit umher und steigt auch bis in die Küstenebenen ab.

## Beschreibung
Die Schnepfe wird 30–32 cm lang und hat einen gedrungenen Körper mit relativ kurzen Beinen. Die Oberseite, Kopf und Nacken sind gestreift und gemustert mit breiten dunklen Streifen und goldbraunen Kanten der Federn. Die Streifen setzen sich über den Rücken fort über den Rücken. Der Bauch ist weiß mit einigen braunen Bändern an den Flanken. Der rosa-braune Schnabel ist sehr lang, gerade und ziemlich robust. Beine und Füße sind gelb-oliv oder grünlich-grau. Die Geschlechter sind gleichfarbig und die juvenilen Exemplare unterscheiden sich nur durch bleiche Flecken auf den Flügeldecken.
Der Ruf ist ein hliip, wenn sie abfliegt und wird ergänzt durch ein weit tragendes kip in der Brutzeit. Im Flugbild fallen die weißen Schwingenspitzen und Schwanzspitzen auf.
Die Afrikanische Schnepfe kann mit den drei durchziehenden Schnepfenarten verwechselt werden, die in diesem Gebiet vorkommen: Bekassine, Spießbekassine und Doppelschnepfe.

## Unterarten
Es gibt drei Unterarten:
- G. n. aequatorialis (Rüppell, 1845), die von Äthiopien bis in die östliche Demokratische Republik Kongo, Ost-Simbabwe und Nord-Mosambik verbreitet ist.
- G. n. angolensis (Barbosa du Bocage, 1868), die von Angola, über Nord-Namibia bis Sambia und ins westliche Simbabwe vorkommt.
- G. n. nigripennis (Bonaparte, 1839), im südlichen Mosambik und Südafrika.

## Verhalten
Die Afrikanische Schnepfe baut ein napfförmiges Nest aus trockenem Gras in trockeneren Gebieten der sumpfigen Brutgebiete. Das Nest wird mit einem dichten Bausch von Gras oder Binsen abgedeckt. Die Brutzeiten sind auf die Tropenregen abgestimmt, erstrecken sich aber gewöhnlich auf die Zeit zwischen April und Oktober in Südafrika.
Der Vogel zeigt in der Balz ein sehenswertes Flugbild mit hohen Kreisflügen und einem kraftvollen Sturzflug, während dessen ein trommelartiges Geräusch zu hören ist, welches durch Vibrationen der äußeren Schwanzfedern hervorgerufen wird.
Die Afrikanische Schnepfe ist in geeigneten Sümpfen und Feuchtgebieten recht häufig. Sie sticht mit ihrem langen Schnabel tief in den Schlamm auf der Suche nach Insekten und Würmern. Wenn sie erschreckt wird, erstarrt sie und ihre tarnende Befiederung löst ihre Konturen auf, so dass sie mit sozusagen mit der Umgebung verschmilzt. Wenn die Fluchtdistanz unterschritten wird, flieht sie mit einer schnellen Zickzack-Flucht.

## Einzelbelege
1. ↑  P. H. Barthel, C. Bartel, E. Bezzel et al.: Die Vögel der Erde - Arten, Unterarten, Verbreitung und deutsche Namen., 3. ergänzte Auflage, In: Vogelwarte, Zeitschrift für Vogelkunde, Band 60 Sonderheft, 2022